# Amiralitetshuset
För det tidigare Amiralitetshuset på Blasieholmen; se Utrikesministerhotellet

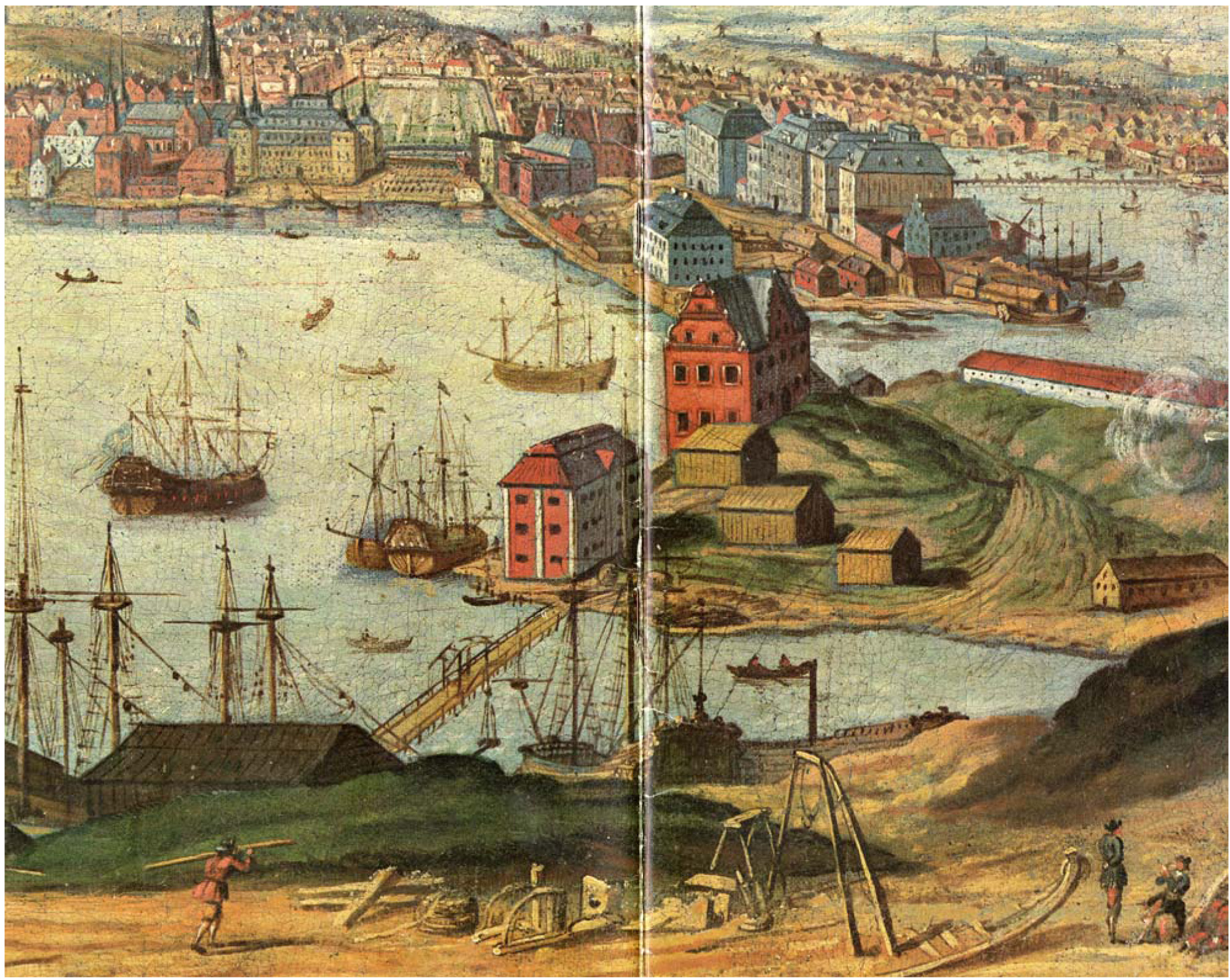
Skeppsholmen och Blasieholmen sedda från Kastellholmen år 1700, tjugo år efter flytten av örlogsbasen och skeppsgården från Skeppsholmen

Amiralitetshuset (latin: Palatium Amiralitatis) är en byggnad på Skeppsholmen i Stockholm som byggdes på 1600-talet för Amiralitetskollegium. Statens fastighetsverk förvaltar byggnaden som sedan 1953 är statligt byggnadsminne. 

## Historik
Huset ritades, sannolikt av Louis Gillis, för att hysa kollegiets kontor, rådssal och krigsrättssal. Bygget påbörjades 1647 och avslutades 1650. Inga ritningar finns bevarade, men sannolikt var huset smyckat med sirliga gavlar, dekorerade fasader och en portal av sandsten, eftersom drottning Kristina ville ha en representativ vy från Stockholms slott. Den översta av de tre våningarna användes för förvaring av segel.
När flottbasen 1680 flyttade till Karlskrona, lämnade Amiralitetskollegiet huset. Efter slottsbranden 1697 kom det att inhysa rikets arkiv. Åren 1704-1705 renoverades huset enligt ritningar av Nicodemus Tessin den yngre och blev ett magasin utan utsmyckningar. Arkivet flyttades ut under 1750-talet och huset blev istället spannmålsmagasin. 
År 1794 blev huset kasern för Stockholms örlogsstation med benämningen "Kasern 1". Åren 1844-1846 genomfördes en ombyggnad av Fredrik Blom. Fasaden utfördes då i nederländsk renässans, inspirerad av myten om att huset varit Johan III:s lusthus. Då tillfördes hörntornen, medan det ursprungliga utseendet i övrigt nästan återställdes. År 1935 blev Amiralitetshuset statligt byggnadsminne. 
År 1952 byggdes huset återigen om, denna gång av Rudolf Cronstedt för Ostkustens marindistriktsstabs kansli, varigenom huset åter blev amiralitetshus och förblev sådant till 1982. Idag inrymmer det kontor för Nationalmuseum.